# Università Cattolica di Colombia
L'Università Cattolica di Colombia è un istituto di istruzione superiore con sede centrale a Bogotà, Colombia, nei distretti di Chapinero e Teusaquillo.
Attualmente conta più di 13000 studenti universitari, fra corsi di laurea regolari e master universitario, distribuiti nelle tre sedi, le due di Bogotà e una nella città di Chia che costituisce il polo tecnologico.
L'università offre otto corsi di laurea e sei di specializzazione, in architettura, diritto, economia, psicologia e diversi rami di ingegneria (civile, industriale, dei sistemi, elettronica).